# Di che segno sei?
Pour plus de détails, voir Fiche technique et Distribution.
Di che segno sei? est un film italien réalisé par Sergio Corbucci, sorti en 1975.

## Fiche technique
- Titre : Di che segno sei?
- Réalisation : Sergio Corbucci
- Scénario : Sergio Corbucci, Bruno Corbucci, Massimo Franciosa, Giuseppe Moccia, Rodolfo Sonego, Alberto Sordi, Mario Amendola, Franco Castellano et Sabatino Ciuffini
- Photographie : Claudio Cirillo
- Musique : Lelio Luttazzi
- Production : Franco Cristaldi
- Pays d'origine :  Italie
- Langue : Italien
- Format : Couleurs
- Genre : Comédie
- Date de sortie : 1975

## Distribution
- Adriano Celentano : Alfredo
- Mariangela Melato : Marietta
- Ugo Bologna : Commendatore Bravetti
- Gil Cagne : Ballerino
- Giuliana Calandra : Maria Bompazzi
- Lilli Carati : Compagna di ballo del bolero
- Shirley Corrigan : Segretaria del bravetti
- Renato Pozzetto : Basilio
- Alberto Sordi : Nando Moriconi
- Marcello Di Falco : Cosimo
- Paolo Villaggio : Dante Bompazzi
- Gino Pernice : le docteur
- Giovanna Ralli : contesse Cristina
- Luciano Salce : Conte Leonardo
- Maria Antonietta Beluzzi : Maria Vincenzoni
- Barbara Magnolfi (non crédité)
- Carmen Russo (non crédité)

## Autour du film
Le personnage de Nando Moriconi joué par Alberto Sordi est né vingt ans plus tôt d'un précédent film Les Gaîtés de la correctionnelle où il tient un second rôle, puis une suite dans Un americano a Roma où cette fois il a le premier rôle. Ces deux films ont été réalisés par Steno.